# Валетон, Теодорик
Теодорик Валетон (нидерл. Theodoric Valeton, 1855 — 1929) — нидерландский ботаник.

## Биография
Теодорик Валетон родился в городе Гронинген в 1855 году.
Валетон учился в Университете Гронингена, где получил докторскую степень в 1886 году.
В 1889 году он отправился на Яву как бактериолог из Sugar Experiment Station.
С 1892 года Валетон был в штате Богорского ботанического сада, а с 1903 года вплоть до своей отставки в 1913 году был главой Гербария. В 1916—1919 годах он находился в Богоре для исследования растений семейства Имбирные. Он внёс значительный вклад в ботанику, описав множество видов семенных растений.
Теодорик Валетон умер в Гааге в 1929 году.

## Научная деятельность
Теодорик Валетон специализировался на семенных растениях.

## Почести
Род растений Valetonia Durand был назван в его честь.